# Cadusii

Los Cadusii

Los Cadusii son una antigua tribu iraní que vivía en las montañas al suroeste del mar Caspio, en la frontera de Atropatena (en la región del moderno Azerbaiyán iraní y Gilan).

## Historia
Cadusii estaban constantemente en guerra con sus vecinos. Primero sujetos a los asirios, si creemos en las dudosas fuentes de Diodoro, estaban al menos nominalmente sujetos a los medos hasta que se rebelaron en la época del rey medo Arteo. En la historia de Ctesias (informada por Diodoro), la guerra comenzó con un insulto del rey a un poderoso persa, cuyo nombre era Parsondes. Después del insulto, Parsondes con poca fuerza se quitó a Cadusia y se unió a los gobernantes locales más poderosos, ofreciéndole a su hermana en matrimonio. En este punto, el país, que había estado sujeto al menos a una subordinación nominal a los medos, se rebeló y eligió a Parsondes como su general, elevando el mando de su ejército. Contra ellos, los medos armaron no menos de ochocientos mil hombres (son números dados por Ctesias, en los que no se puede confiar). Artaeus fracasó en su intento de capturar a los Cadusii, y Parsondes fue triunfalmente elegido rey por los vencedores. Parsondes dirigió continuas incursiones en Media durante su largo reinado, al igual que sus sucesores, lo que dio lugar a un estado de eterna enemistad y guerra entre Cadusia y los medos, que continuaron hasta la caída de Media en el 559 a. Algunos eruditos identifican a Artaeus con Deiocus de Herodotus, o mejor Daiukku, quien fue un importante jefe medo durante la hegemonía asiria. Otro punto interesante de esta historia es que aquí Ctesias menciona por primera vez a los cadusianos. Lo que parece más seguro (en el informe de Nicolás de Damasco) es que hacia el final del reino medo, los cadusios jugaron un papel importante en su caída al aliarse con los enemigos de Medo, los persas.